# パップちゃんとスイートおばさん
『パップちゃんとスイートおばさん』 （原題：Precious Pupp） は、1965年にNBCで放送されたアメリカのテレビアニメ番組であり、制作はハンナ・バーベラ・プロダクションが行った。

## 概要
スイートおばさんに飼われている犬、パップちゃんは、おばさんの前ではおとなしくしているが、本当はいたずら好きな犬。原題にある〝Precious〟とは、かわいい仔犬という意味。

## 放送形式
オリジナルでは『怪力アント』に付随する形で本作とじゃじゃ熊一家が放送された。

## 日本での放送
- 1966年3月8日から同年7月19日までNET（現：テレビ朝日）系列で放送された『怪力アント』の中で放送された。放送時間は毎週火曜19:30 - 20:00。

## 登場人物
パップちゃん - 声・大竹宏
本作のタイトルキャラクターの一匹である犬。
スイートおばさん
パップちゃんの飼い主である女性。